# Раковиці-Великі
Раковиці-Великі (пол. Rakowice Wielkie, нім. Groß Rackwitz) — село в Польщі, у гміні Львувек-Шльонський Львувецького повіту Нижньосілезького воєводства.
Населення — 839 осіб (2011).
У 1975-1998 роках село належало до Єленьоґурського воєводства.

## Демографія
Демографічна структура станом на 31 березня 2011 року:
|          | Загалом | Допрацездатний вік | Працездатний вік | Постпрацездатний вік |
| -------- | ------- | ------------------ | ---------------- | -------------------- |
| Чоловіки | 403     | 105                | 280              | 18                   |
| Жінки    | 436     | 98                 | 276              | 62                   |
| Разом    | 839     | 203                | 556              | 80                   |